# Södra Ny-Huggenäs distrikt
Södra Ny-Huggenäs distrikt är ett distrikt i Säffle kommun och Värmlands län. Distriktet ligger öster om tätorten Säffle i södra Värmland, vid Vänern. 

## Tidigare administrativ tillhörighet
Distriktet inrättades 2016 och utgörs av Södra Ny och Huggenäs socknar i Säffle kommun.
Området motsvarar den omfattning Ny-Huggenäs församling hade 1999/2000 och fick 1970 när socknarnas församlingar slogs samman.

## Tätorter och småorter
I Södra Ny-Huggenäs distrikt finns inga tätorter eller småorter.